# The Girl Who Slept Too Little
«The Girl Who Slept Too Little» (с англ. — «Девочка, которая слишком мало спала») — второй эпизод семнадцатого сезона мультсериала «Симпсоны». Впервые вышел 18 сентября 2005 в США на телеканале «Fox».

## Сюжет

Лиза, Барт и Маленький Помощник Санты на кладбище

Утро Симпсонов начинается с раздражающего шума, просыпается Мардж и просит Гомера что-нибудь с этим сделать. Но Гомеру эти звуки нравятся, он, ещё не открывши глаза, затыкает рот Мардж подушкой и лежа пританцовывает в такт стуков, бормоча что-то невнятное себе под нос. Когда Симпсоны выходят во двор, они видят, что рядом с их домом собираются построить музей марок. Жители города этим недовольны, протестуют. В результате непродолжительных жалоб строительство музея заменяют строительством кладбища. Этот факт огорчает Симпсонов ещё больше, но им приходится с ним смириться. Больше всего не везет Лизе — окна только её комнаты выходят прямиком на кладбище. Из-за этого Лиза начинает бояться и каждую ночь просит переночевать в кровати Мардж и Гомера. В первый раз Гомер просит её этого не делать взамен на то, что он сделает для неё что-нибудь хорошее. Лиза просит отвезти её в недавно построенный музей марок. Гомер соглашается, на следующий день они отправляются в музей. Добираются они до него 40 минут, из-за чего Гомер жалуется на то, что он находится так далеко от их дома. В музее Лиза с Бартом смотрят фильм по книге «Страна диких зверей». В эту же ночь Лиза снова опасается спать в своей комнате и опять проводит ночь в спальне родителей. Гомер и Мардж, обеспокоенные таким положением вещей, обращаются за профессиональной помощью к психологу. После просмотра кассеты с детским фильмом про Лизу доктор решает, что она должна преодолеть свои детские страхи и советует им приобрести книгу за четыре тысячи долларов. Цена Симпсонов не устраивает, и они просто забирают книгу, убегая и круша кабинет на своём пути. Гомер даже хочет устроить пожар, но Мардж его останавливает.
Тем временем Лиза сама решает преодолеть свои страхи, для чего собирается провести всю ночь на кладбище. Там она встречает Доктора Ника, разбирающегося с различными частями человеческого тела. На кладбище также находятся Шеф Вигам, Эдди и Лу, разыскивающие расхитителя могил. Вигам говорит, что им надо держаться вместе, но в следующий миг оказывается один — испугавшись, раздевается, находит у себя под складками жира плеер, включает его и продолжает бродить по кладбищу. Услышав, как кто-то из полицейских наступает на ветку, Лиза настораживается, а после того, как видит летящего на неё филина, в страхе убегает, спотыкается, ударяется о надгробие и теряет сознание. В то же время Мардж с Гомером возвращаются домой, Барт сидит на диване и смотрит телевизор, где идёт показ очередной серии «Щекотки и Царапки». Узнав, что Лиза на кладбище, Гомер с Мардж тут же отправляются её разыскивать. Лиза, тем временем, все ещё находясь без сознания, сначала проваливается на колени бабушки, оказавшейся страшным монстром, который проглатывает её, после чего она падает в паутину, где пауком является Барт, а слизняком — Милхаус, набивающийся ей в мужья. Паутина ломается, и Лиза оказывается в стране диких зверей из одноимённой книжки. Чудовища убеждают её, что страх — это нормальное чувство, вне зависимости от ума и возраста, а для того, чтобы спокойно спать в своей комнате, необходимо просто задёрнуть шторы или включить ночник. После этого Лиза приходит в себя, видит своих родителей, и они вместе отправляются завтракать.